# 하북제군장
하북제군장(河北諸郡帥)은 당나라 말 하북의 모든 군을 다스린 절도사를 가르키는 병칭으로, 구당서에서 이들을 언급하면서 유래되었다.

## 소속
- 평양군왕 소의절도사 설숭(薛嵩)
- 유주절도사 이회선(李懷仙)
- 안문군왕 천웅절도사 전승사(田承嗣)
- 성덕절도사 이보신(李寶臣)